# Jerel McNeal
Jerel McNeal (Chicago, Illinois, 1 de junio de 1987) es un jugador de baloncesto estadounidense que actualmente milita en el Ironi Nahariya. Con 1,91 de altura, juega de base. 

## Trayectoria

### Universidad
tras jugar en el instituto en Hillarest, destacó en la Universidad de Marquette (NCAA), donde fue consolidando su aportación entre las campañas 05-06 y 08-09, ambas inclusive. En la última promedió 19,8 puntos, 4,5 rebotes y 3,5 asistencias. 
También fue nombrado mejor jugador defensivo de la Big East Conference en la 06-07. McNeal se convirtió el 10 de febrero de 2009 en el máximo anotador de la historia de los Eagles.

#### Estadísticas
| Año     | Equipo    | PJ | PT | MPP  | %TC  | %3P  | %TL  | RPP | APP | ROB | TPP | PPP  |
| ------- | --------- | -- | -- | ---- | ---- | ---- | ---- | --- | --- | --- | --- | ---- |
| 2005–06 | Marquette | 31 | 31 | 27.5 | .442 | .283 | .750 | 4.5 | 2.7 | 2.1 | .5  | 11.1 |
| 2006–07 | Marquette | 29 | 28 | 30.2 | .417 | .313 | .682 | 4.8 | 3.8 | 2.6 | .6  | 14.7 |
| 2007–08 | Marquette | 35 | 35 | 30.2 | .456 | .304 | .702 | 4.9 | 3.5 | 2.2 | .4  | 14.9 |
| 2008–09 | Marquette | 31 | 31 | 33.9 | .452 | .407 | .720 | 4.6 | 3.9 | 2.2 | .6  | 20.1 |

### Profesional
Tras un breve paso por el Belfius Mons-Hainut de la liga belga, McNeal completó una gran campaña en la Liga de Desarrollo de la NBA en la 10-11 en las filas de Rio Grande Valley, con promedios de 20,6 puntos, 4,4 rebotes y 4,7 asistencias por partido. 
En la 11-12 volvió a Europa para integrarse en el Montegranaro italiano, con el que presentó buenos números en una liga potente como la transalpina: 10.7 puntos, 2.7 rebotes y 2.3 asistencias. 
Una campaña después, retornó a la D-League con los Bakersfield Jam (18.1 puntos, 3 rebotes y 5.5 asistencias). 
En verano de 2013 tuvo contrato con varios equipos de la NBA, como los Houston Rockets o los Utah Jazz, pero no llegó a debutar en la liga. 
Tras jugar de octubre a diciembre de 2013 en los Zhejian Golden Bulls de la liga china, el jugador volvió a los Bakersfield Jam de la D-League, con los que promedió 16.9 puntos, 3.4 rebotes y 6.5 asistencias. 
En 2014, McNeal firma con el Baloncesto Sevilla, pero a las semanas el club cajista da la baja definitiva al estadounidense que decide quedarse en su país tras el fallecimiento de su padre.
En abril de 2015 firma con los Phoenix Suns con los que debuta en la NBA disputando 6 encuentros.
En julio de 2015 llega a Grecia para jugar en las filas del Aris BC.
[actualizar]

## Estadísticas de su carrera en la NBA

### Temporada regular
| Año     | Equipo  | PJ | PT | MPP | %TC  | %3P  | %TL   | RPP | APP | ROB | TPP | PPP |
| ------- | ------- | -- | -- | --- | ---- | ---- | ----- | --- | --- | --- | --- | --- |
| 2014-15 | Phoenix | 6  | 0  | 6.1 | .273 | .500 | 1.000 | .5  | .3  | .5  | .1  | 1.5 |
| Total   | Total   | 6  | 0  | 6.1 | .273 | .500 | 1.000 | .5  | .3  | .5  | .1  | 1.5 |